# Туусниеми
Туусниеми (фин. Tuusniemi) — община в провинции Северное Саво, губерния Восточная Финляндия, Финляндия. Общая площадь территории — 699,43 км², из которых 156,15 км² — вода.

## Демография
На 31 января 2011 года в общине Туусниеми проживало 2848 человек: 1466 мужчин и 1382 женщины.
Финский язык является родным для 99,06% жителей, шведский — для 0,07%. Прочие языки являются родными для 0,84% жителей общины.
Возрастной состав населения:
- до 14 лет — 12,85%
- от 15 до 64 лет — 60,96%
- от 65 лет — 26,76%

Изменение численности населения по годам:
| Год  | Численность |
| ---- | ----------- |
| 1980 | 4170        |
| 1990 | 3580        |
| 2000 | 3204        |
| 2010 | 2864        |
| 2011 | 2848        |